# Wernberg (Austria)
Wernberg (słoweń. Vernberk) – gmina w Austrii, w kraju związkowym Karyntia, w powiecie Villach-Land. Według Austriackiego Urzędu Statystycznego liczyła 5528 mieszkańców (1 stycznia 2015).